# Dolovo (Dobrinj)
Dolovo ili Dolova je izumrli zaseok u općini Dobrinj na otoku Krku. Iako u naselju ne živi više nitko, ono se i dalje vodi kao službeno naselje općine.

## Smještaj
Dolovo se nalazi 2 km južno od Dobrinja, a između sela Kras, udaljeno 1 km, i Gostinjac, udaljeno oko 1,5 km. Do Dolova je najlakše doći cestom koja vodi iz Dobrinja prema Krasu te se kraj kapelice uz cestu skrene na makadamski put. Napušteni zaseok je smješten u udolini, okružen brdašcima i djeluje potpuno izolirano.
Tu su ruševine nekoliko starih, kamenih kuća te nekad obrađivani vrtovi, drmuni, pašnjaci i bujna šuma. Šuma je bogata divljači, ali osim autohtonim neopasnih srni, divljih zečeva i sl.

## Porijeklo naziva
Ime mu dolazi od pojma "dol", a u kojem je i smješteno.

## Stanovništvo
| broj stanovnika |       |       | 30    | 29    | 22    | 53    | 14    | 15    | 9     | 5     | 6     | 4     |       |       |       |       |       |
|                 | 1857. | 1869. | 1880. | 1890. | 1900. | 1910. | 1921. | 1931. | 1948. | 1953. | 1961. | 1971. | 1981. | 1991. | 2001. | 2011. | 2021. |

## Izumiranje naselja
Smatra se da je selo staro. Spominje se 1780. g. kada je zajedno s obližnjim Gostinjcom imalo 128 stanovnika.
Prema službenoj statistici u Dolovu je 1880. g. živjelo 30 stanovnika. Interesantan je popis iz 1910. g. jer prema tom popisu broj stanovnika bitno iskače iz broja drugih popisa. Naime, prema popisu iz 1910. g. u Dolovu je živjelo 53 žitelja, a to je više nego dvostruko više od popisa iz 1900. g. kada je bilo 22 stanovnika, ali i od kasnijeg popisa, iz 1921. g kada je Dolovo imalo samo 14 stanovnika. Zatim slijedi postepeni pad: 1931. g. 15 žitelja, 1948. g. 9, 1961. g. 6 stanovnika te 1971. g. samo 4 stanovnika. To je ujedno i posljednji popis prilikom kojega je Dolovo još imalo stanovnike jer prema popisu iz 1981. g. u Dolovu više nema žitelja.

## Mogućnosti
S obzirom na to da su poznati vlasnici ruševnih kuća i okolnih zemljišta moguća je obnova zaselka za različite svrhe: turističke (agroturizam), ugostiteljske, galerijske. Posebna prednost lokaliteta je izoliranost, a s druge strane dobra prometna povezanost (Krčki most je udaljen 15-estak minuta vožnje). Električna energija i vodovod su udaljeni od Dolova oko 500 metara (cesta Kras - Dobrinj).

## Vanjske poveznice
- Službene stranica Općine Dobrinj  Arhivirana inačica izvorne stranice od 16. veljače 2010. (Wayback Machine)
- Službene stranice Turističke zajednice Općine Dobrinj  Arhivirana inačica izvorne stranice od 26. srpnja 2010. (Wayback Machine)
- sela Dobrinjštine